# Juliana

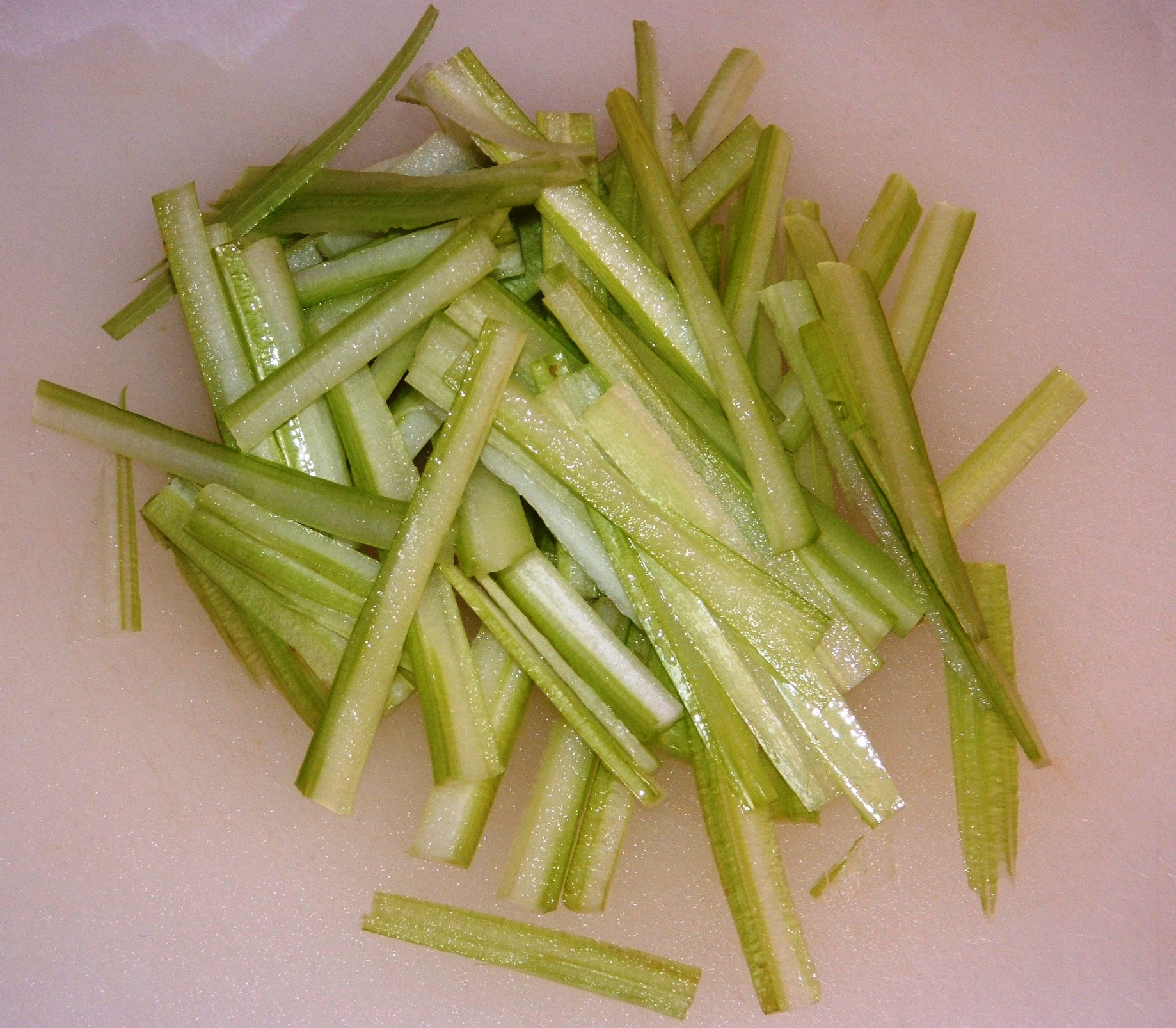
Apio cortado en juliana.

La juliana es una técnica culinaria que consiste en cortar las verduras en tiras alargadas y muy finas, con ayuda de un cuchillo o de una mandolina. Se suele utilizar como guarnición para otros alimentos. Antiguamente, el corte en juliana se denominaba «cincelar» (del francés: ciseler), y era de las primeras técnicas que se enseñaban en cocina.

## Historia
La primera vez que aparece una referencia escrita a este tipo de corte es en el libro Le Cuisinier impérial, en 1806. No obstante, el origen del nombre es incierto y algunos autores lo atribuyen al cocinero Jean Julien, primero en publicar técnicas de corte de vegetales.

## Platos
- Cocina española — Sopa juliana

## Corte pluma

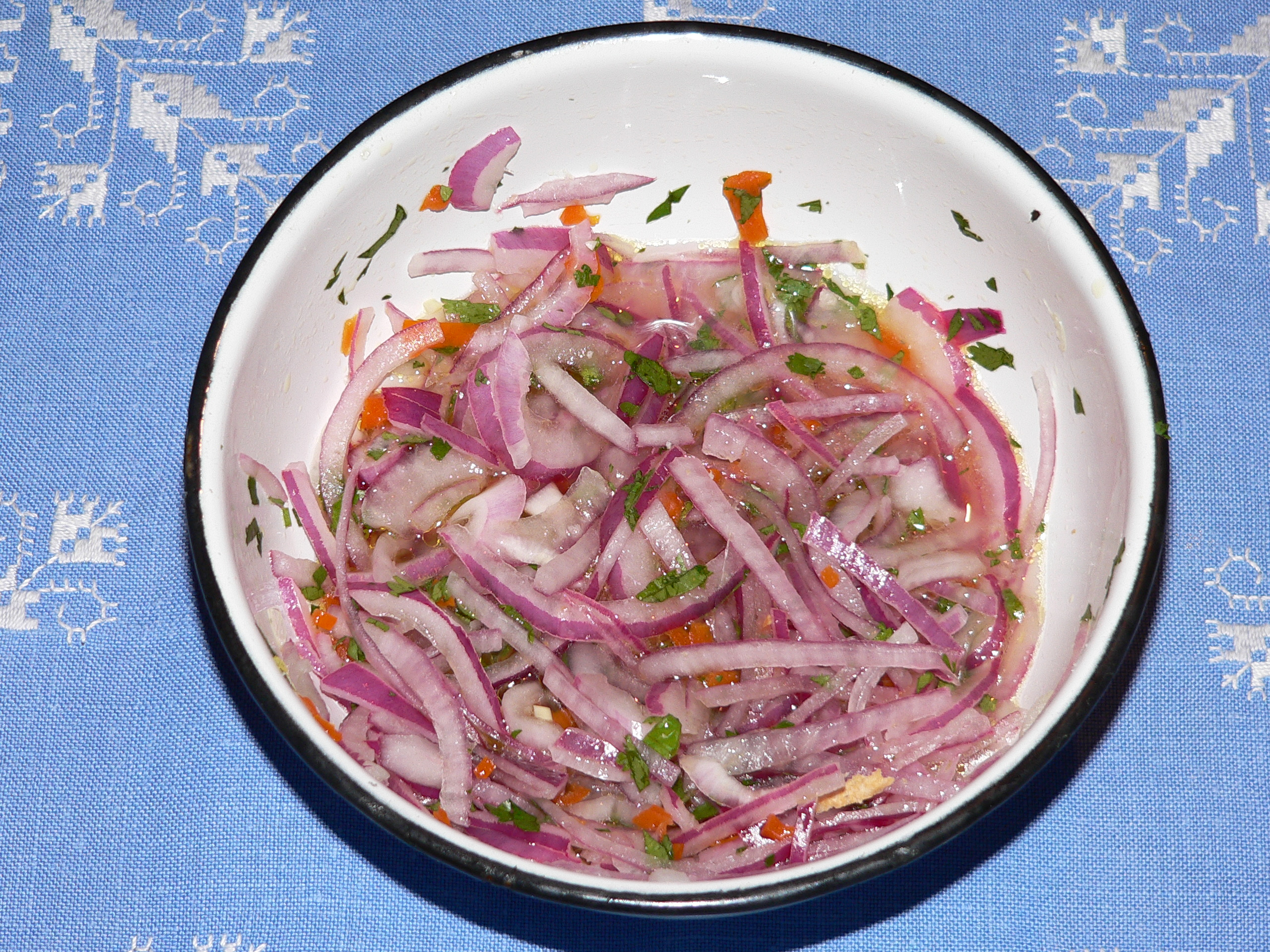
Salsa criolla (con cebolla cortada en pluma)

Es un tipo de corte en juliana. exclusivo para la cebolla, pero más fino y paralelo a la raíz de la verdura. Se denomina así porque finalizado el corte, el resultado emula la forma de una pluma.